# Северен регион (Буркина Фасо)
Вижте пояснителната страница за други значения на Северен регион.
Северният регион (на френски: Nord) на Буркина Фасо е с площ 16 199 квадратни километра и население 1 632 149 души (по изчисления за юли 2018 г.). Граничи със съседната на Буркина Фасо държава Мали. Столицата на северния регион е град Уахигуя, разположен на около 170 километра северозападно от столицата на Буркина Фасо Уагадугу. Регионът е разделен на 4 провинции – Лурум, Пасоре, Ятенга и Зондома.